# Circle (рок-группа)
Circle — финская экспериментальная рок-группа. Образована в 1991 году на западном побережье Финляндии в городе Пори. Исполняет оригинальную смесь краут, нойз и пост-рока. Также Circle использует элементы хардкор-панка. Для стиля группы характерны продолжительные, постепенно развивающиеся композиции, построенные на коротких музыкальных фразах и устойчивом, гипнотическом ритме.

## История
Первый альбом — «Meronia», группа выпустила через три года после своего образования, в 1994 году.